# Гельмут Вітте
Гельмут Фрідріх Вітте (нім. Helmut Friedrich Witte; 6 квітня 1915 — 3 жовтня 2005) — німецький офіцер-підводник, корветтен-капітан крігсмаріне. Кавалер Лицарського хреста Залізного хреста.

## Біографія
26 вересня 1934 року вступив на флот. Служив на легкому крейсері «Кельн», ескадреному міноносці Z22, торпедних катерах. У липні 1940 року переведений в підводний флот. Служив вахтовим офіцером на підводному човні U-107, яким командував Гюнтер Гесслер. 4 жовтня 1941 року призначений командиром підводного човна U-159, на якому зробив 4 походи (провівши в морі в цілому 261 день). Під час 3-го походу у вересні 1942 року діяв у складі «вовчої зграї» «Айсберен». 6 червня 1943 року переведений в штаб. Всього за час військових дій потопив 23 судна загальною водотоннажністю 119 684 брт і пошкодив 1 корабель водотоннажністю 265 брт. У травні 1945 року інтернований британськими військами. У липні звільнений, працював на фабриці, пізніше займав керівні пости на великих підприємствах.

## Звання
- Кандидат в офіцери (8 квітня 1934)
- Кадет (26 вересня 1934)
- Фенріх-цур-зее (1 липня 1935)
- Обер-фенріх-цур-зее (1 січня 1937)
- Лейтенант-цур-зее (1 квітня 1937)
- Оберлейтенант-цур-зее (1 квітня 1939)
- Капітан-лейтенант (1 вересня 1941)
- Корветтен-капітан (20 квітня 1945)

## Нагороди
- Медаль «За вислугу років у Вермахті» 4-го класу (4 роки; 1 квітня 1938)
- Іспанський хрест в бронзі (6 червня 1939)
- Залізний хрест
  - 2-го класу (12 січня 1940)
  - 1-го класу (10 липня 1941)
- Нарвікський щит
- Нагрудний знак підводника (10 липня 1941)
- Відзначений у Вермахтберіхт
  - «В боротьбі з ворожим морським постачанням особливо відзначилися підводні човни під керівництвом капітан-лейтенантів Мора, Топпа, Вітте і фон Розенштіля та оберлейтанта цур-зее Ітеса.» (18 червня 1942)
- Лицарський хрест Залізного хреста (22 жовтня 1942)
- Хрест Воєнних заслуг 2-го класу з мечами (30 січня 1944)
- Фронтова планка підводника в бронзі (23 грудня 1944)
- Орден «За заслуги перед Федеративною Республікою Німеччина», кавалерський хрест (10 грудня 1980)